# الحضرة الجديدة
الحضرة الجديدة هي أحد الأقسام التابعة لحي وسط الإسكندرية شمال مصر، وهي أحد الأحياء الناشئة حديثاً، والتي دخل العمران عليها منذ وقت قليل وتوجد منطقة الحضرة الجديدة بين مناطق حيوية بالإسكندرية فهي تقع في منطقة شرق الإسكندرية وتعتبر من المناطق البارزة شعبيا في الآونة الأخيرة فهي تقع بجوار منطقة محرم بك ومنطقة المطار وسموحة.
وكانت تلك المنطقة في الأصل منطقة زراعية خضراء لكن زحف عليها العمران والبناء سريعًا.
ومن أهم الشوارع بهذة المنطقة شارع الزهور، شارع الإزالة، أرض الخولي، شارع العمدة، شارع مستشفى النزهة، شارع عبد العليم، شارع البستان، شارع الشرقاوي، وبعض الشوارع الأخرى.